# Gare de Braine-l'Alleud
Pour les articles homonymes, voir Gare de Braine.
La gare de Braine-l'Alleud (en néerlandais : station Eigenbrakel) est une gare ferroviaire belge de la ligne 124, de Bruxelles-Midi à Charleroi-Central, située sur le territoire de la commune de Braine-l'Alleud dans la province du Brabant wallon en Région wallonne.
Elle est mise en service en 1874 par l'administration des Chemins de fer de l’État belge.
C'est une gare de la Société nationale des chemins de fer belges (SNCB), desservie par des trains InterCity (IC), Suburbain (S) et d'heure de pointe (P).

## Situation ferroviaire
Établie à 115 mètres d'altitude, la gare de Braine-l'Alleud est située au point kilométrique (PK) 15,161 de la ligne 124, de Bruxelles-Midi à Charleroi-Central, entre les gares de Waterloo et de Lillois.
C'était une gare de bifurcation avec la ligne 115, de Braine-l'Alleud à Rognon (partiellement hors service).

## Histoire
Dès 1843, il est possible de voyager de Bruxelles à Charleroi par chemin de fer, toutefois la ligne de Charleroy se prolongeant vers Namur a la particularité de passer par Braine-le-Comte (où elle se détache de la « ligne du Midi » vers Mons et Valenciennes), Manage et Luttre, d'où un important détour. La ville de Nivelles est sortie de son isolement en 1854, lors de la mise en service de la ligne de Manage à Wavre, mais Braine-l'Alleud reste à l'écart du chemin de fer, malgré plusieurs projets.
La « station de Braine-l'Alleud » est mise en service le 10 mars 1874 par l'administration des chemins de fer de l'État belge lorsqu'elle ouvre à l'exploitation le tronçon de Waterloo à Braine-l'Alleud de l'actuelle ligne 124. Pendant un mois, elle est le terminus de la ligne jusqu'à ce que la ligne soit prolongée vers Lillois (elle atteindra Luttre le 1er juin).
Elle devient une gare de bifurcation avec l'ouverture, le 15 septembre 1884, de la ligne de Braine-l'Alleud à Rognon (actuelle ligne 115) lors de la mise en exploitation de la dernière section de Braine-l'Alleud à Clabecq.
Le trafic des marchandises ne cessant de croître, une nouvelle halle aux marchandises voit le jour en 1914. Ce grand bâtiment a été rasé en 1993 au profit d'une gare routière.
Au cours du XXe siècle, le bâtiment de la gare est très fortement agrandi.
La section de Braine-l'Alleud à Clabecq de la ligne 115 est fermée le 22 novembre 1959.

## Service des voyageurs

### Accueil
Gare SNCB, elle dispose d'un bâtiment voyageurs, avec guichet, ouvert tous les jours. Elle est équipée d'un automate pour l'achat de titres de transport. Des  équipements, aménagements et services sont à la disposition des personnes à la mobilité réduite.

### Desserte
Braine-l'Alleud est desservie par des trains InterCity (IC) de la SNCB sur la ligne commerciale 124. Elle est également desservie par des trains Suburbains (S) des lignes S1 et S19 du RER Bruxellois.

#### En semaine
La desserte comprend cinq trains par heure, ainsi que quelques trains d'heure de pointe (P) :
- IC-05 entre Charleroi-Central et Anvers-Central : un par heure ;
- IC-07 entre Charleroi-Central et Essen : un par heure ;
- S1 entre Nivelles et Anvers-Central : deux par heure ;
- S19 entre Charleroi-Central et Brussels-Airport-Zaventem : un par heure ;
- P entre Jemeppe-sur-Sambre et Schaerbeek : deux le matin, deux l'après-midi.

#### Les week-ends et jours fériés
Durant les week-ends et jours fériés, la desserte est moins étoffée et comporte :
- des trains IC-31 entre Anvers-Central et Charleroi-Central, en remplacement des IC-05 et 07 ;
- des S1 à la cadencée différenciée :
  - samedi : entre Nivelles et Anvers-Central : deux par heure,
  - dimanche : entre Nivelles et Bruxelles-Nord : un par heure ;
- S19 entre Nivelles et Louvain : un par heure.

### Intermodalité
Un parc pour les vélos et un parking pour les véhicules y sont aménagés. Elle est desservie par des bus du réseau TEC Brabant wallon : lignes W, E3, E9, 36, 39, 40, 57, 58, 65, 66, 67, 75, 114, 115, 203.

## Galerie de photographies

Le bâtiment de la gare.
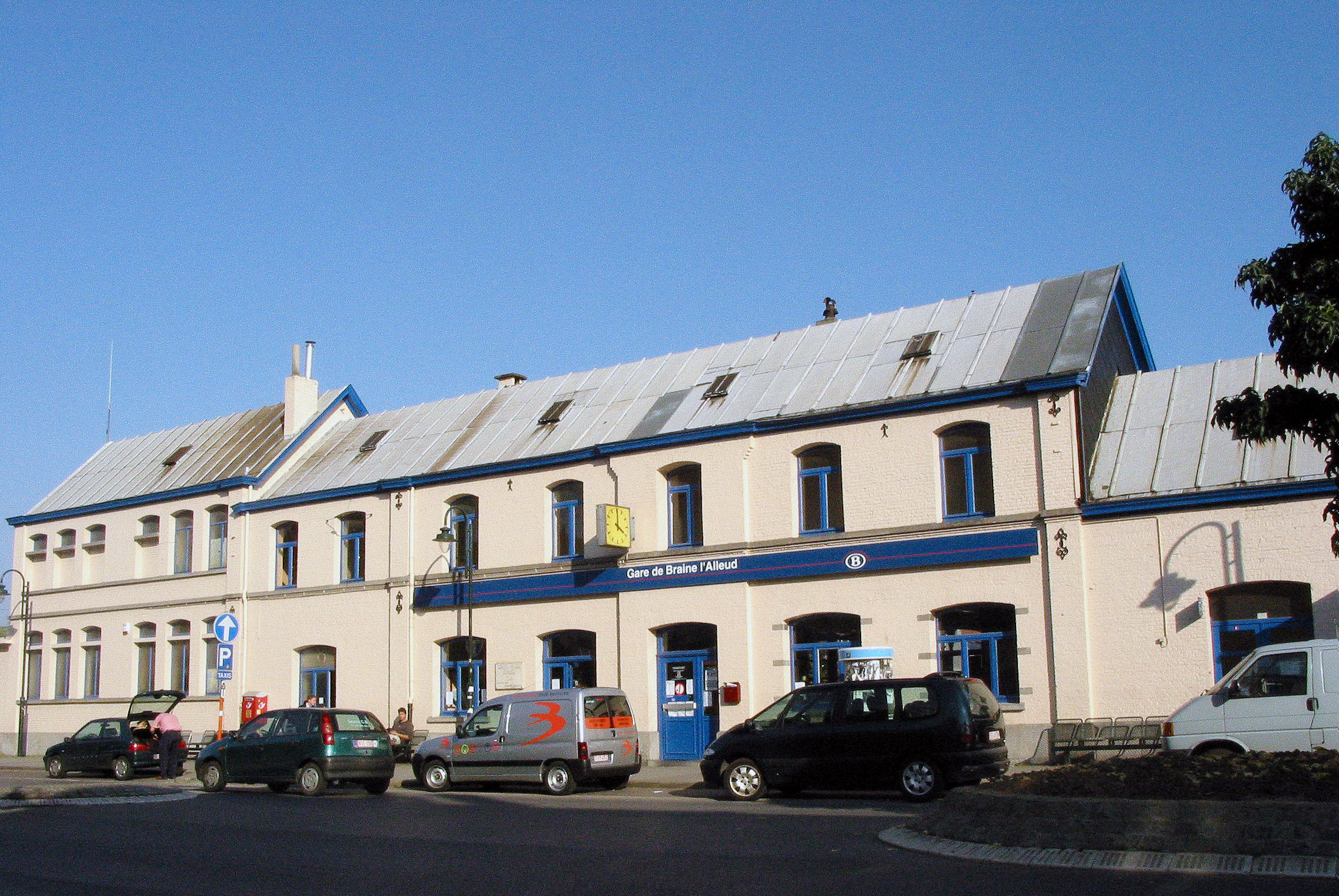
En 2005…
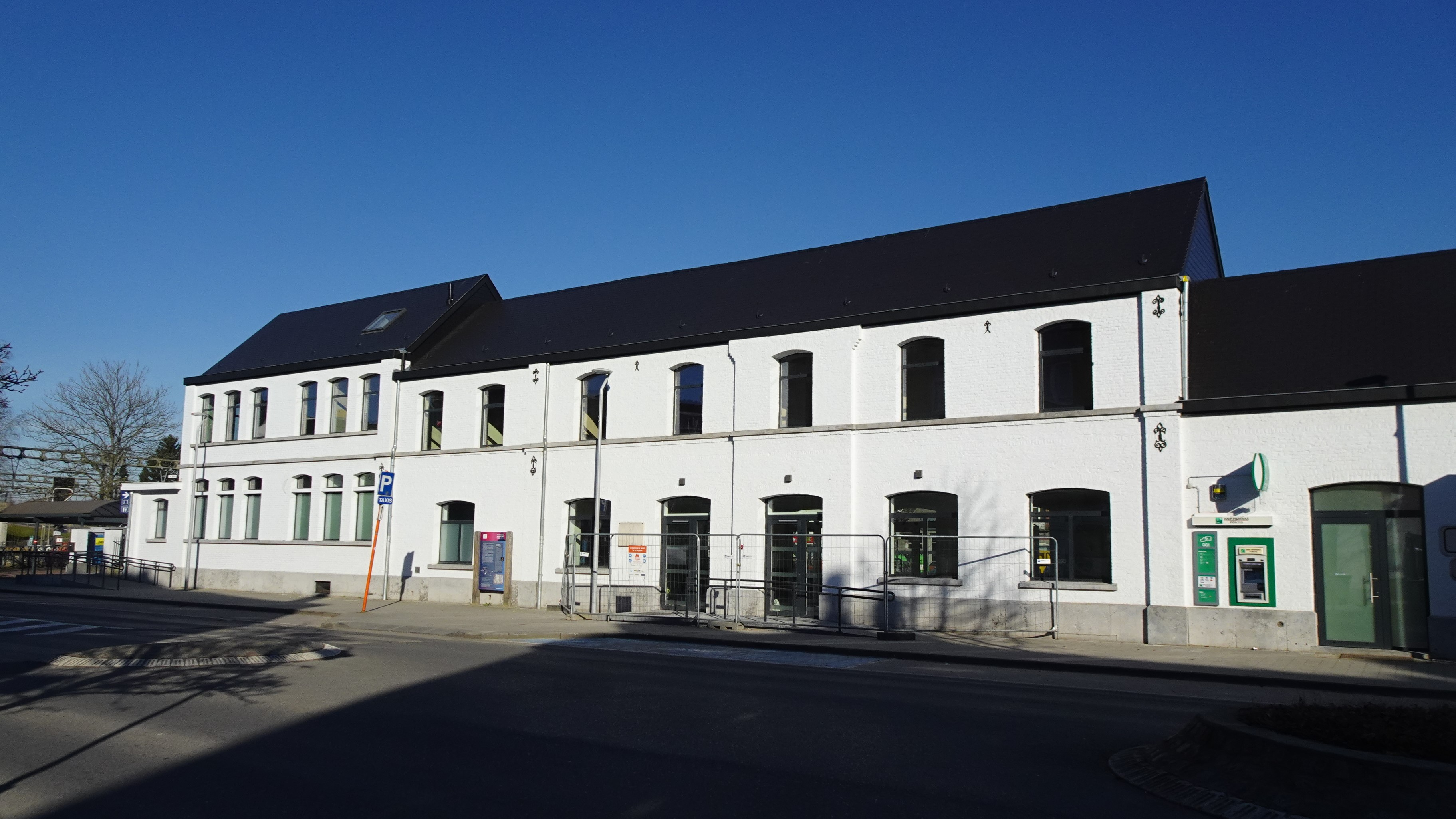
et en 2021.
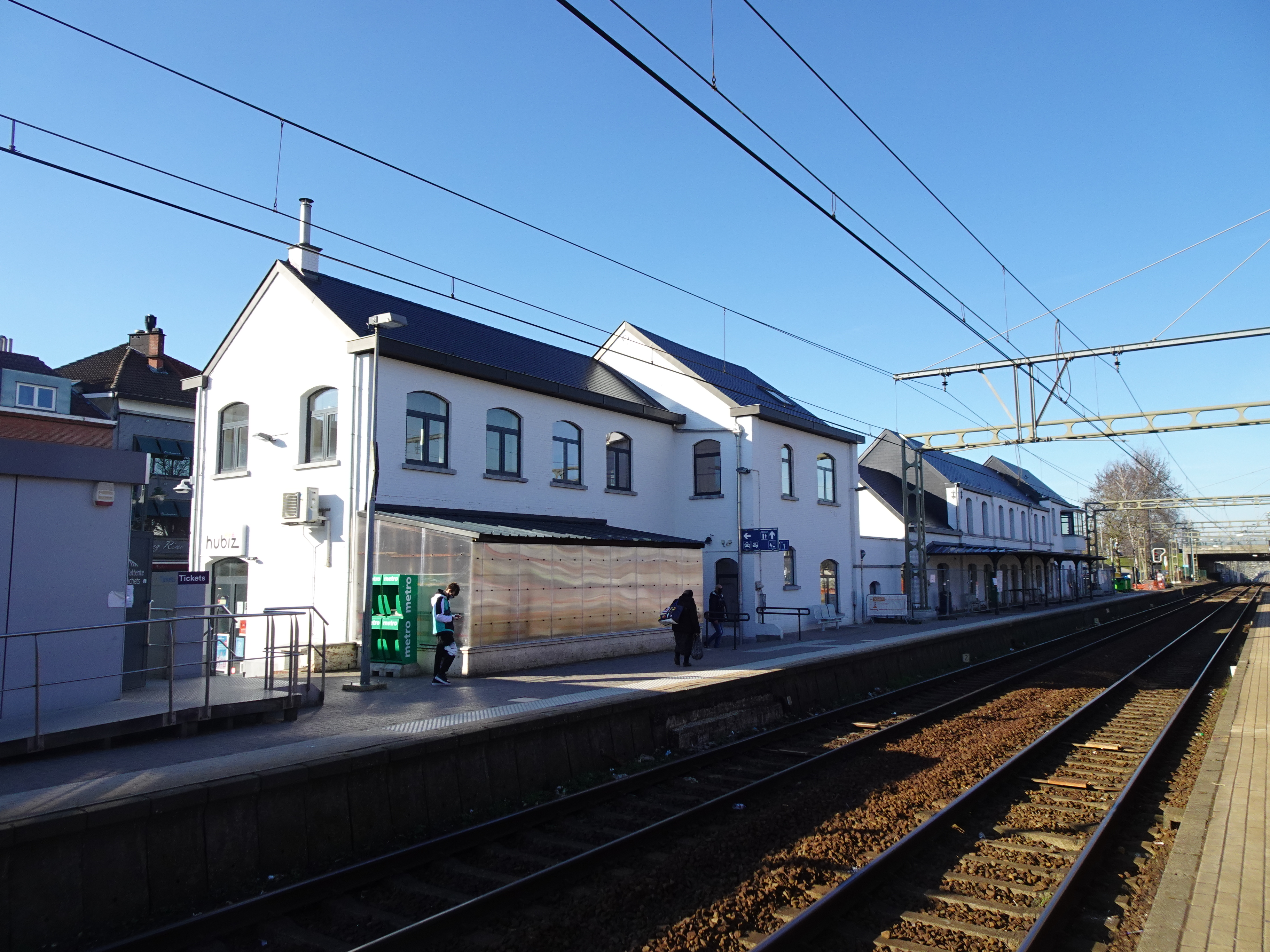
Côté voies.
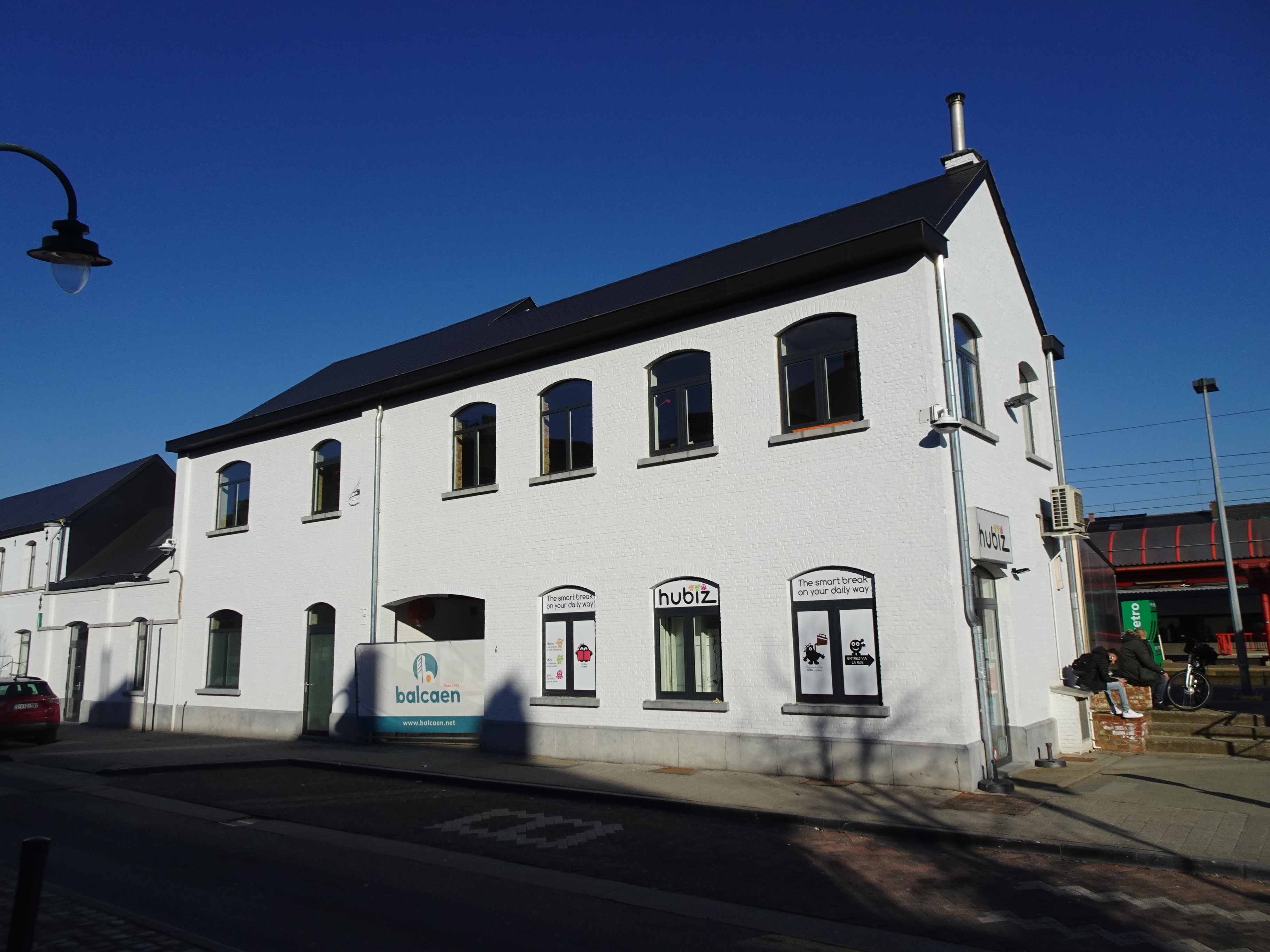
Bâtiment annexe et entrée des voyageurs.
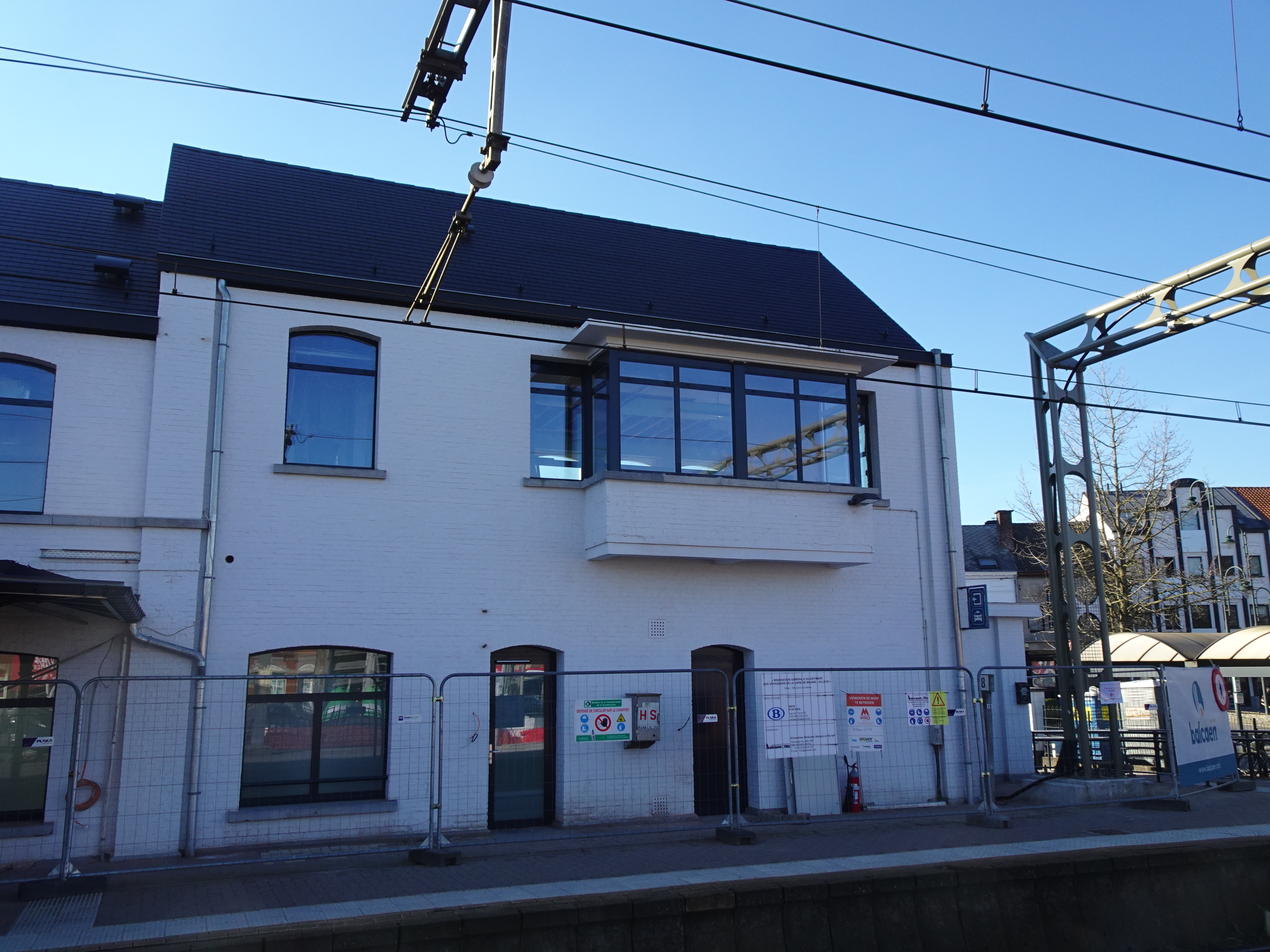
Ancienne cabine de signalisation.

Trains et quais
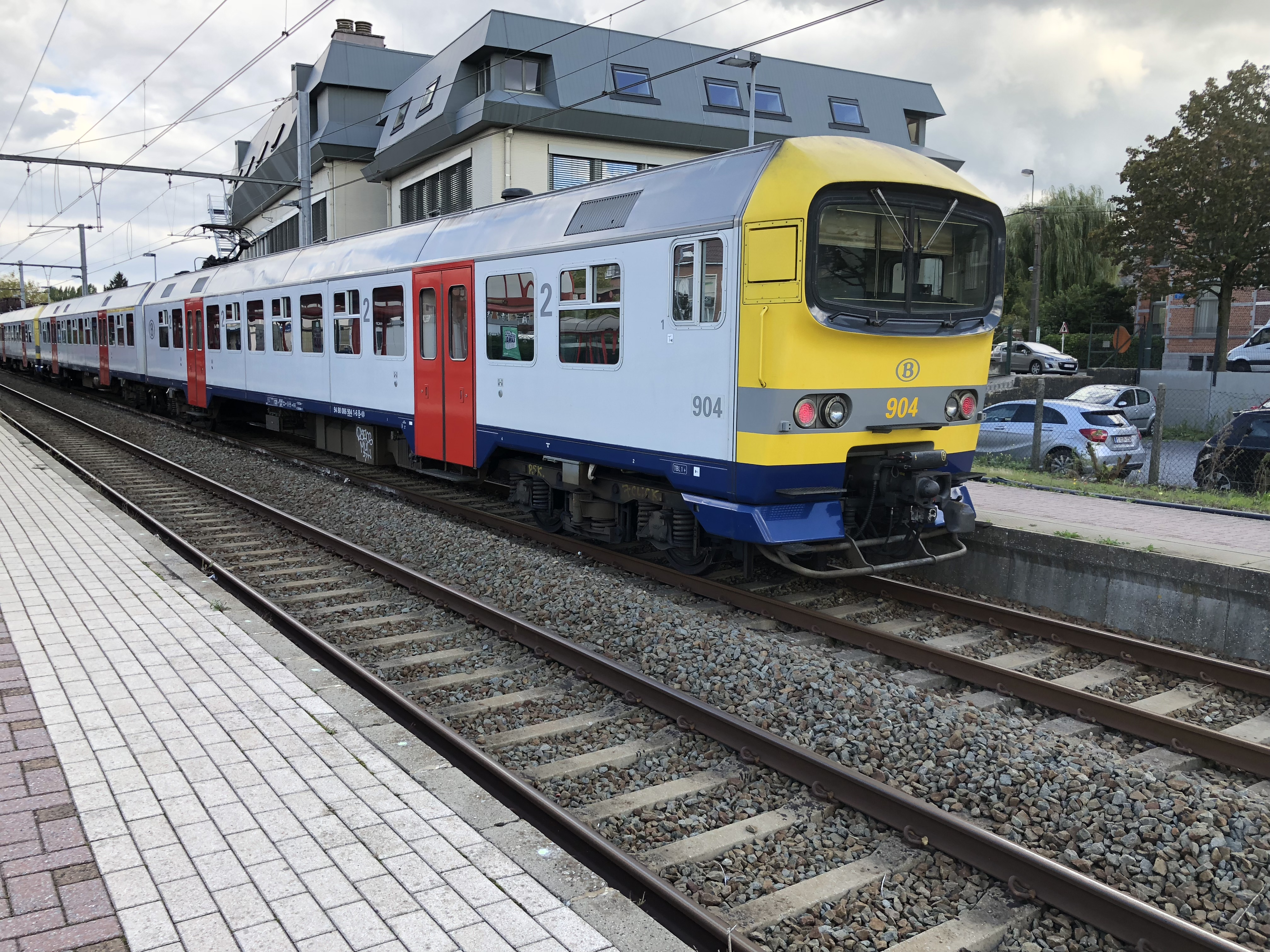
Train de la ligne S9 du RER bruxellois
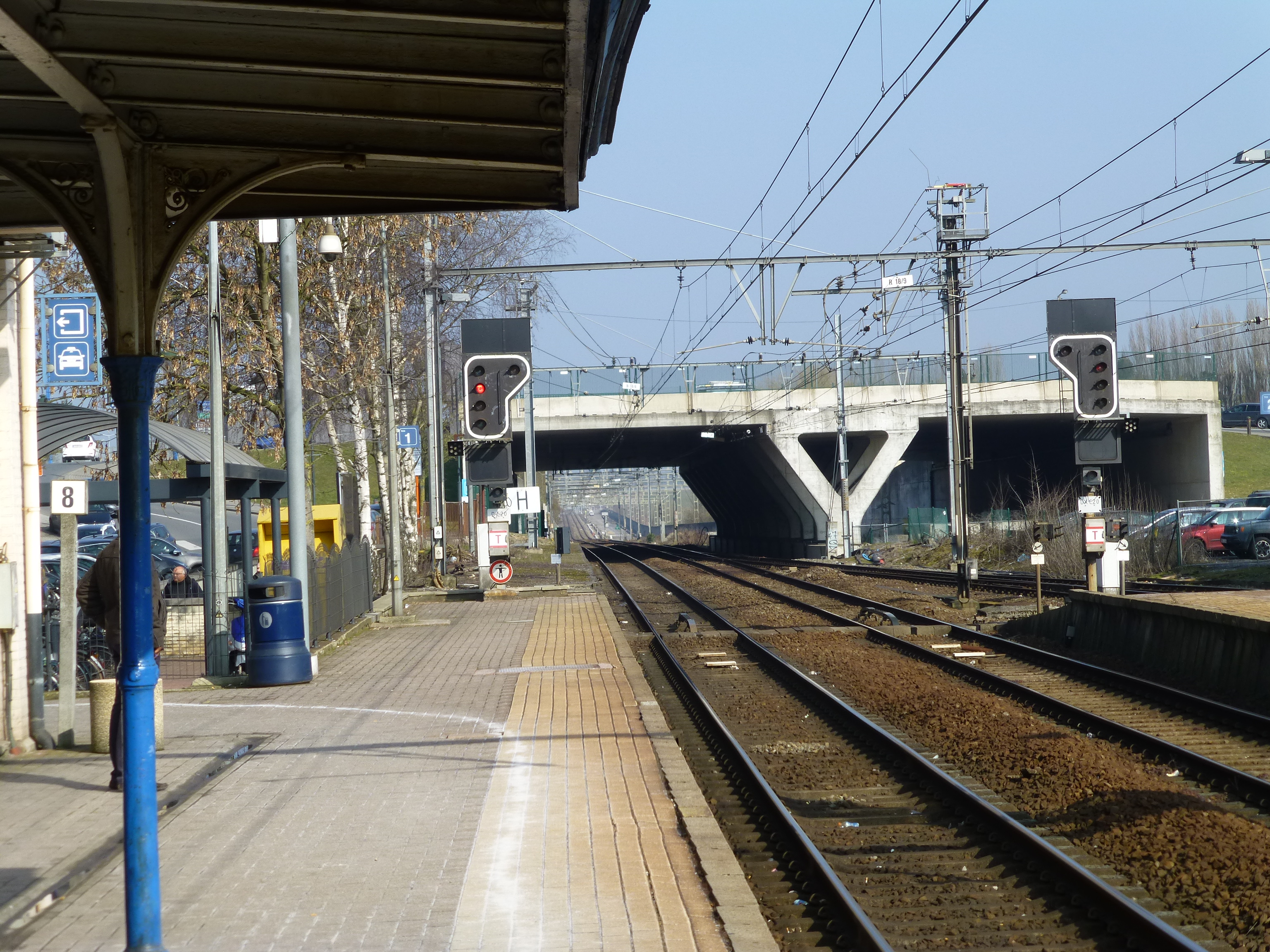
Nouveau pont et assiette de la ligne à quatre voie du RER bruxellois
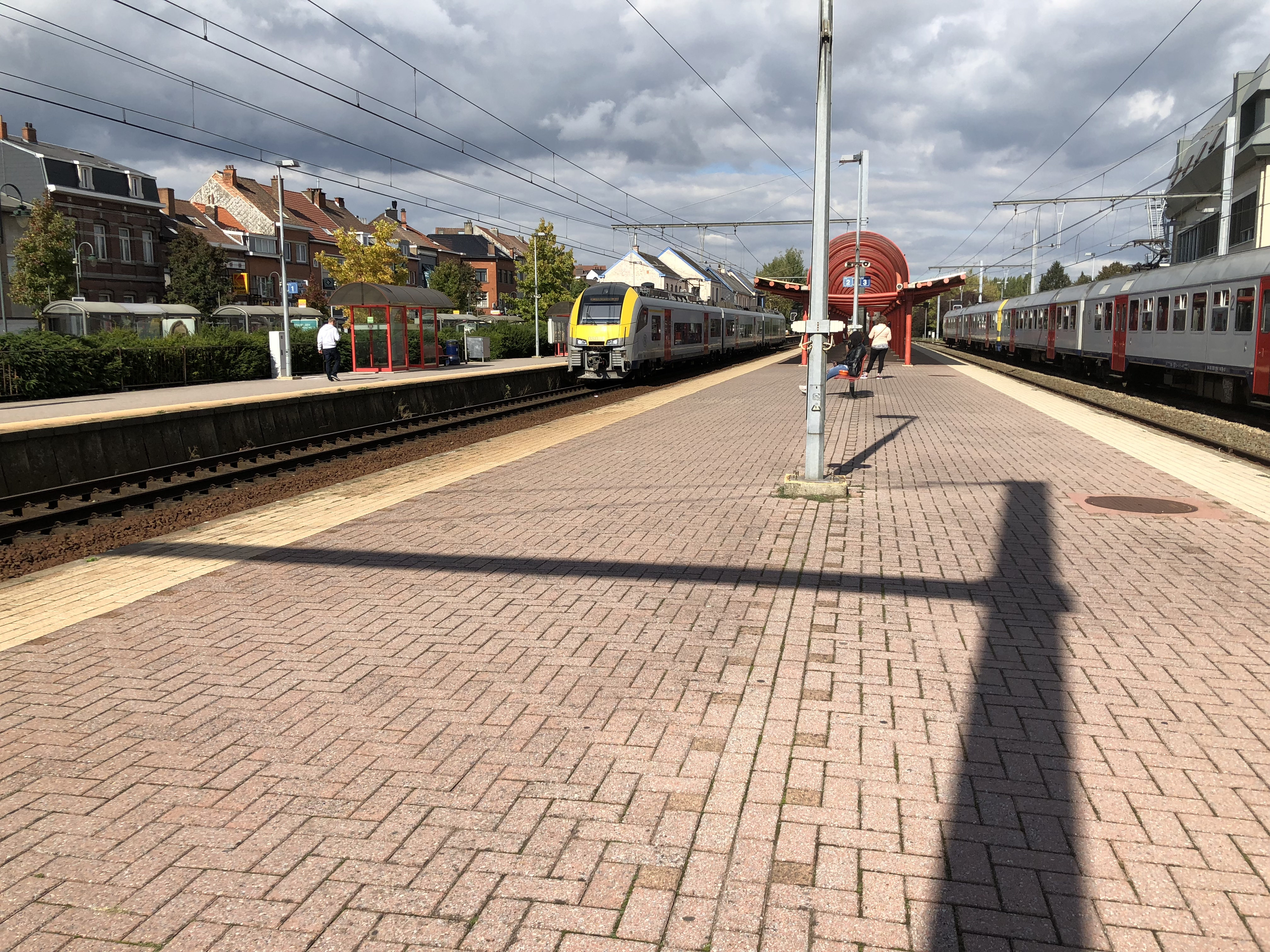
Trains à quai en 2018
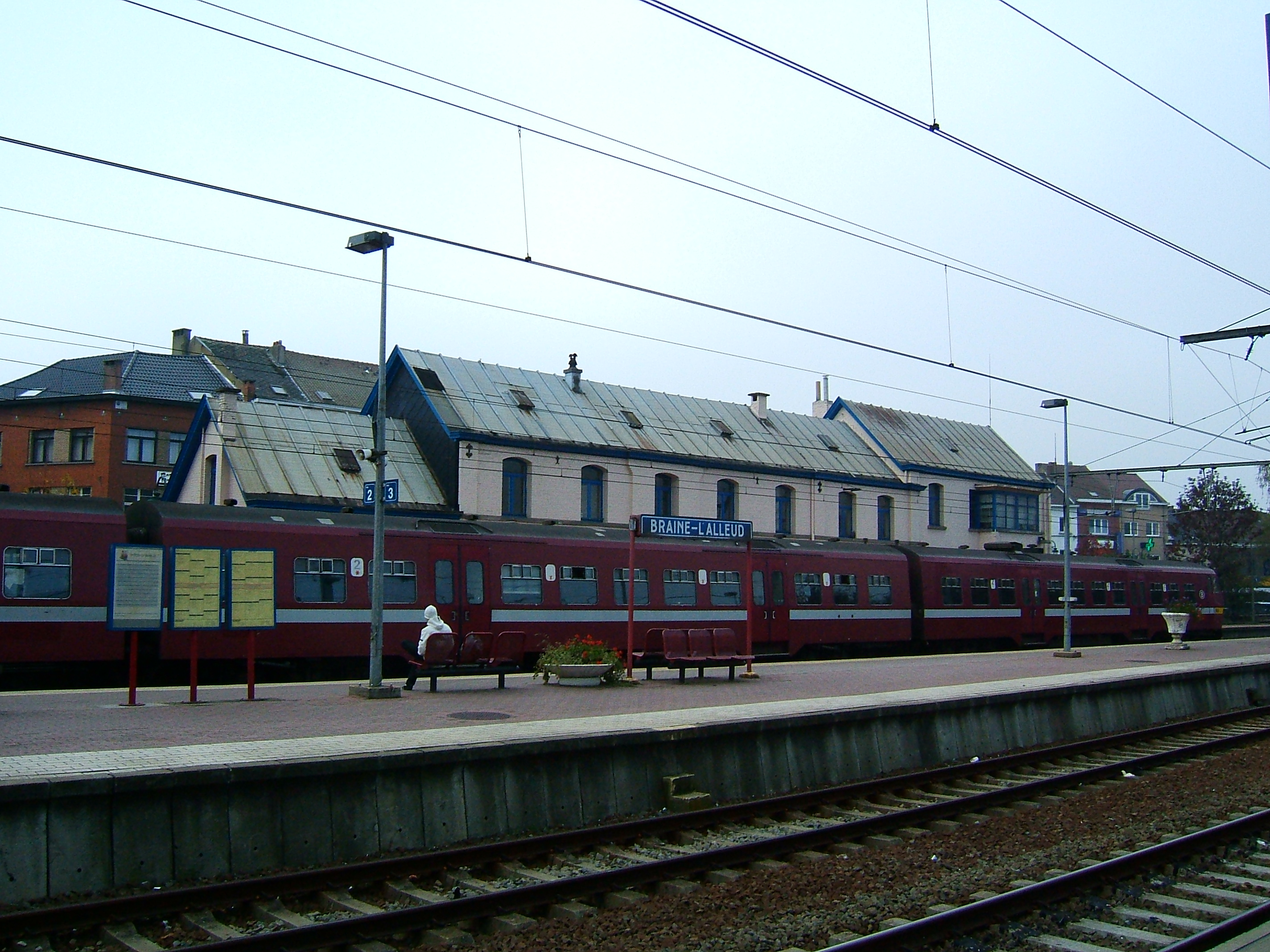
Train à quai (2006).

## Travaux RER bruxellois
Dans le cadre du futur Réseau express régional bruxellois d'importants travaux ont lieu sur le site de la gare, une première phase ayant lieu de juin 2010 au printemps 2013. Il alors prévu de construire un nouveau bâtiment voyageurs et de désaffecter l'ancien. Cependant les plans sont altérés et l'ancien bâtiment est finalement rénové en 2020-2021 tandis qu'un nouveau tunnel d'accès voit le jour en complément du premier.
La quatrième voie est démontée fin 2020 afin de permettre la progression des travaux.
Une nouvelle halte ferroviaire, dénommée Braine-Alliance, est en cours de construction (depuis 2010) afin de créer un arrêt supplémentaire entre Braine-l'Alleud et Lillois.
En attendant la mise en service des quatre voies entre Moensberg et Nivelle, la gare de Braine-l’Alleud est la seule permettant le dépassement de trains sur la ligne entre Nivelles et Bruxelles-Midi.
En 2022, la voie 4 est rénovée. 

## Patrimoine ferroviaire
Le bâtiment des voyageurs a été construit en 1874 et appartient à un plan-type rare des Chemins de fer de l'État belge, uniquement utilisé sur la ligne Bruxelles-Midi - Luttre (construit dans 10 gares) et sur la « ligne des Forts d'Anvers » (bâtis à Hoboken-Polder et Wilrijk). Il ne reste que huit gares de ce type en Belgique, dont sept sur la ligne 124.
Comme de nombreuses gares de l'époque construites dans toutes les provinces de Belgique, elle est érigée dans un style néo-renaissance flamande avec des pignons à redents qui ont depuis été démontés sur la plupart des gares. Sa façade est en brique et son toit en zinc.
Ce type de gare se distingue des premières gares à pignons à redents en une seule partie car il comporte cinq sections avec un corps central de deux niveaux à cinq travées sous bâtière, flanqué de deux ailes d'un niveau avec seule travée sous bâtière, lesquelles sont elles-mêmes encadrées par des ailes basses à toit plat d'au-moins deux travées. Il est assez proche des bâtiments (démolis) des gares de Quaregnon, Haren-Nord et Buizingen.
Encore dans son état d'origine vers 1922, il reçoit par la suite une série d'extensions qui doublent sa superficie :
- sur sa gauche, une aile, plus haute que le bâtiment d'origine apparaît entre 1935 et 1950 ; elle est dotée à chaque étage de six petites fenêtres (côté rue) et d'une avancée à l'étage servant de cabine de signalisation (côté voie), l'aile basse du bâtiment de 1874 gagne alors un étage et deux fenêtres ;

- sur sa droite, un bâtiment entier est accolé à l'aile basse à une date inconnue ; il est doté de six grandes fenêtres largement espacées et surplombe directement un passage évidé servant d'entrée des voyageurs, son toit est en tuiles.

La démolition ou la désaffectation de ce bâtiment, au profit d'une nouvelle gare, a été évoquée dans les années 1990-2000 mais finalement, la SNCB a décidé de rénover l’entièreté du bâtiment, et d'y remettre le guichet qui avait déménagé dans un préfabriqué. La rénovation débute en 2019 et prend fin vers 2021.
Les façades, intérieurs, portes et fenêtres ont été remises à neuf et la marquise de quais du XIXe siècle a été restaurée. À cette occasion, des tuiles artificielles ont remplacé la toiture en zinc d'origine.

## Comptage voyageurs
Ce graphique et tableau montre le nombre de voyageurs embarquant en moyenne durant la semaine, le samedi et le dimanche.
| Nombre de passagers qui embarquent à la gare de Braine-l'Alleud | Nombre de passagers qui embarquent à la gare de Braine-l'Alleud | Nombre de passagers qui embarquent à la gare de Braine-l'Alleud | Nombre de passagers qui embarquent à la gare de Braine-l'Alleud |
|                                                                 | Semaine                                                         | Samedi                                                          | Dimanche                                                        |
| --------------------------------------------------------------- | --------------------------------------------------------------- | --------------------------------------------------------------- | --------------------------------------------------------------- |
| 1977                                                            | 4 885                                                           | 1 193                                                           | 896                                                             |
| 1978                                                            | 4 900                                                           | 1 306                                                           | 833                                                             |
| 1979                                                            | 5 100                                                           | 1 206                                                           | 785                                                             |
| 1980                                                            | 4 724                                                           | 1 157                                                           | 757                                                             |
| 1981                                                            | 5 090                                                           | 1 179                                                           | 684                                                             |
| 1982                                                            | 4 657                                                           | 1 002                                                           | 757                                                             |
| 1983                                                            | 4 764                                                           | 978                                                             | 718                                                             |
| 1984                                                            | 3 912                                                           | 869                                                             | 650                                                             |
| 1985                                                            | 3 757                                                           | 867                                                             | 640                                                             |
| 1986                                                            | 3 199                                                           | 735                                                             | 520                                                             |
| 1987                                                            | 4 154                                                           | 770                                                             | 582                                                             |
| 1988                                                            | 4 160                                                           | 912                                                             | 687                                                             |
| 1989                                                            | 4 605                                                           | 926                                                             | 633                                                             |
| 1990                                                            | 4 263                                                           | 910                                                             | 739                                                             |
| 1991                                                            | 4 458                                                           | 996                                                             | 684                                                             |
| 1992                                                            | 4 142                                                           | 895                                                             | 675                                                             |
| 1993                                                            | 4 247                                                           | 871                                                             | 711                                                             |
| 1994                                                            | 4 719                                                           | 943                                                             | 27                                                              |
| 1995                                                            | 4 125                                                           | 977                                                             | 650                                                             |
| 1996                                                            | 4 085                                                           | 869                                                             | 621                                                             |
| 1997                                                            | 4 435                                                           | 876                                                             | 678                                                             |
| 1998                                                            | 4 795                                                           | 968                                                             | 798                                                             |
| 1999                                                            | 3 887                                                           | 1 024                                                           | 680                                                             |
| 2000                                                            | 4 656                                                           | 1 073                                                           | 722                                                             |
| 2001                                                            | 5 019                                                           | 1 320                                                           | 749                                                             |
| 2002                                                            | 4 464                                                           | 1 464                                                           | 1 086                                                           |
| 2003                                                            | 5 109                                                           | 1 490                                                           | 1 052                                                           |
| 2004                                                            | 4 786                                                           | 1 646                                                           | 1 059                                                           |
| 2005                                                            | 4 869                                                           | 1 403                                                           | 1 152                                                           |
| 2006                                                            | 5 067                                                           | 1 652                                                           | 1 170                                                           |
| 2007                                                            | 5 291                                                           | 1 562                                                           | 1 162                                                           |
| 2008                                                            | -                                                               | -                                                               | -                                                               |
| 2009                                                            | 5 695                                                           | 1 249                                                           | 1 122                                                           |
| 2010                                                            | -                                                               | -                                                               | -                                                               |
| 2011                                                            | -                                                               | -                                                               | -                                                               |
| 2012                                                            | 5 156                                                           | 1 396                                                           | 1 186                                                           |
| 2013                                                            | 5 139                                                           | 1 567                                                           | 1 212                                                           |
| 2014                                                            | 5 184                                                           | 1 693                                                           | 1 443                                                           |
| 2015                                                            | 5 319                                                           | 1 292                                                           | 803                                                             |
| 2016                                                            | 5 342                                                           | 1 189                                                           | 952                                                             |
| 2017                                                            | 5 696                                                           | 1 492                                                           | 1 310                                                           |
| 2018                                                            | 5 618                                                           | 1 934                                                           | 1 443                                                           |
| 2019                                                            | 6 133                                                           | 2 184                                                           | 1 611                                                           |
| 2020                                                            | 3 921                                                           | 1 792                                                           | 1 235                                                           |
| 2021                                                            | -                                                               | -                                                               | -                                                               |
| 2022                                                            | 5 630                                                           | 1 988                                                           | 1 537                                                           |
| 2023                                                            | 5 171                                                           | 1 406                                                           | 903                                                             |
| 2024                                                            | 5 350                                                           | 2 099                                                           | 1 657                                                           |